# إحصار أذيني بطيني من الدرجة الثالثة
الإحصار الأذيني البطيني من الدرجة الثالثة هو حالة طبية لا يمكن فيها للنبضات العصبية المتولدة في العقدة الجيبية الأذينية في الأذين أن تنتشر إلى البطينين.
بنقطع الطريق أمام النبضات الناشئة في الأذين، ما يدفع ناظمة إضافية في الحجرات السفلية إلى تنشيط البطينين. الأمر الذي يُعرف بنظم الإفلات (على مخطط كهربية القلب). نظرًا لأن الناظمة الإضافية هذه تنشط البطينين أيضًا بشكل مستقل عن النبضات المتولدة في العقدة الأذينية، يمكن ملاحظة نَظمين قلبيين مستقلين على مخطط كهربية القلب (إي سي جّي).
- تمثل الموجات ذات الفاصل المنتظم بين الموجتين بّي (بمعنى آخر النظم الجيبي) النظم الأول.
- تمثل معقدات كيو آر إس ذات الفاصل المنتظم بين الموجتين آر النظم الثاني. ستكون المسافة بين الموجتين بّي وآر (المسافة بّي آر) متغيرة على مخطط كهربية القلب، إذ إن السمة المميزة للإحصار القلبي التام هي عدم وجود أي علاقة واضحة بين موجات بّي ومعقدات كيو آر إس.

## تظاهرات الإحصار الأذيني البطيني من الدرجة الثالثة
عادةً ما يعاني الأشخاص المصابون بالإحصار الأذيني البطيني من الدرجة الثالثة من بطء القلب الشديد (معدل ضربات القلب منخفض بشكل غير طبيعي)، وانخفاض ضغط الدم، وفي بعض الأحيان عدم استقرار من الناحية الهيموديناميكية.

## الأسباب
يمكن أن تسبب العديد من الحالات إحصار القلب من الدرجة الثالثة، ولكن السبب الأكثر شيوعًا هو نقص التروية التاجية. يمكن أن يؤدي تنكس نظام التوصيل الكهربائي المترقي في القلب إلى إحصار أذيني بطيني من الدرجة الثالثة. قد يسبق ذلك إحصار أذيني بطيني من الدرجة الأولى، أو من الدرجة الثانية، أو إحصار حزمة، أو إحصار حزيمي ثنائي. وقد يتطور احتشاء عضلة القلب الحاد مع الإحصار الأذيني البطيني من الدرجة الثالثة.
قد يسبب احتشاء الجدار السفلي لعضلة القلب تلف العقدة الأذينية البطينية، مسبّبًا إحصار أذيني بطيني من الدرجة الثالثة. وتكون الأذية في هذه الحالة عابرة عادةً. أظهرت الدراسات أن إحصار القلب من الدرجة الثالثة التالي لاحتشاء الجدار السفلي يزول في غضون أسبوعين، وينشأ نظم الإفلات عادةً في الموصل الأذيني البطيني، ويكون شكل نظم الإفلات معقدًا وضيقًا على مخطط كهربية القلب.
قد يؤدي احتشاء الجدار الأمامي لعضلة القلب في إلى أذية نظام التوصيل القاصي في القلب، ويتطور لدى المرضى عندها إحصار أذيني بطيني من الدرجة الثالثة. عادة ما تكون الأذية في هذه الحالة واسعة ودائمة، ما يستلزم وضع ناظمة قلبية اصطناعية بشكل الدائم. ينشأ نظم الإفلات عادةً في البطينين، وعادةً ما يظهر على شكل معقد وواسع على مخطط كهربية القلب.
قد يكون إحصار القلب من الدرجة الثالثة خلقيًا أيضًا، ويُربَط أحيانًا بإصابة الأم بمرض الذئبة. يُعتقد أن الأجسام المضادة في جسم الأم قد تعبر المشيمة، وتهاجم أنسجة القلب أثناء الحمل. لا يُعرف سبب إحصار القلب الخلقي من الدرجة الثالثة لدى العديد من المرضى. تشير الدراسات إلى أن معدل انتشار إحصار القلب الخلقي من الدرجة الثالثة يتراوح بين 1 من 15000 إلى 1 من بين كل 22000 مولود حي.
يمكن أن يؤدي فرط بوتاسيوم الدم لدى المصابين بأمراض قلبية سابقة، ومرض لايم إلى تطور إحصار قلبي من الدرجة الثالثة.

## الإنذار
يعتبر إنذار المرضى الذين يعانون من إحصار القلب التام سيئًا بشكل عام، إذا تُرِك من دون علاج. عادة لا تتطور أي أعراض لدى المرضى المصابين بإحصار القلب من الدرجة الأولى والثانية.